# Seim (râu)
Seim (în rusă Сейм, în ucraineană Сейм) este un râu care curge spre vest în Rusia și Ucraina. Are 748 kilometri (465 mi) lungime (250 km în Ucraina). Bazinul său hidrografic are aproximativ 27.500 kilometri pătrați (10.600 mi2). Seim este cel mai lung afluent al râului Desna.
Râul curge prin Kursk, Kurceatov, Rîlsk, Glușkovo, Putîvl, Baturîn, și după joncțiunea cu Desna, continuă spre vest și sud pe lângă Cernihiv până la Kiev.
În izvoarele literare rusești antice râul se numea Sem (Семь, șapte). Conform legendei, numele provine de la cei șapte afluenți care formează râul.